# Качка американська
Качка американська (Sarkidiornis sylvicola) — вид водних птахів родини качкових (Anatidae). Поширений у Південній Америці.

## Поширення
Зустрічається в тропічній частині Південної Америки від Колумбії на південь до північної Аргентини, включаючи північний захід Перу, на схід через Венесуелу та Гвіани та всю Бразилію. Широко поширений, але вважається рідкісним у всьому ареалі з найбільш значними популяціями на півночі Венесуели та, як зазначається, достатньо численним на північному сході Бразилії.
Цей вид мешкає у трав'янистих ставках або озерах у льяносі, уздовж великих річок та озер, населяє болота, заплави, дельти річок, затоплені ліси, пасовища та рисові поля, іноді піщані коси.

## Опис
Довжина птаха може коливатися від 56 до 76 сантиметрів, розмах крил — від 1,16 до 1,45 метра, вага — від 1,03 до 2,9 кг. Дорослі особини мають поцятковану білу голову з темними плямами, тоді як шия та нижня частина тіла повністю білі. Верхня частина тіла блискуча синьо-чорна, з синюватою або зеленуватою райдужкою, особливо помітною на другорядних пір'їнах. Самець набагато більший за самицю і має великий чорний круглий гребінь на дзьобі.

## Спосіб життя
Ця качка харчується пасовищною рослинністю і, рідше, дрібною рибою, безхребетними та насінням. Вони здатні сідати на гілки дерев і зазвичай живуть зграями, зазвичай невеликими за розміром у сезон дощів, але які можуть досягати до 100 особин під час сухого сезону, коли тварини збираються у загальних джерелах води, розділяючись на невеликі підгрупи.
Качки гніздяться переважно в дуплах дерев та/або у високій траві, будуючи та наповнюючи гнізда очеретом, травою або пір'ям. Самці можуть мати двох партнерок одночасно або до п'яти поспіль. Вони захищають самиць і пташенят, але не місця гніздування. Самці, які не мають пари, залишаються сидіти на деревах і чекають нагоди спаровуватися. Самиці відкладають від 7 до 15 жовтувато-білих яєць. Кілька самиць можуть відкладати яйця в одне гніздо, в якому може бути до 50 яєць.